# بسابا الشوف
بسابا الشوف (به عربی: بسابا الشوف) یک منطقهٔ مسکونی در لبنان است که در شهرستان شوف واقع شده‌است.